# 장효진
장효진(1977년 11월 14일 ~ )은 대한민국의 배우이다.

## 출연작

### 영화
- 《악몽》(2020년) - 악몽 남자 배우 역
- 《미씽: 사라진 여자》(2016년) - 드라마 주연남 역
- 《러브씬》(2013년)
- 《키스》(2013년) - 기철 역
- 《비처럼 음악처럼》(2012년) - 기철 역
- 《돼지의 왕》(2011년) - 레코드점 주인 역
- 《푸른소금》(2011년) - J 약
- 《광태의 기초》(2009년) - 광태 역
- 《구세주》(2006년) - 남학생 역

### 드라마
- 《불의 여신 정이》(2013년, MBC) - 마풍 역
- 《KBS 드라마 스페셜 연작 시리즈 - 동화처럼》(2013년, KBS2) - 김윤제 역
- 《빛과 그림자》(2011년, MBC)
- 《아테나: 전쟁의 여신》(2010년, SBS)
- 《닥터 챔프》(2010년, SBS)
- 《떼루아》(2008년, SBS) - 신대리 역
- 《온에어》(2008년, SBS) - 추연우 역
- 《드라마시티 - 수맥을 잡아라》(2007년, KBS2) - 하수근 역
- 《일단 뛰어》(2006년, KBS2) - 박광태 역
- 《주몽》(2006년, MBC)